# Municipio de Shirley (Kansas)
El municipio de Shirley (en inglés: Shirley Township) es un municipio ubicado en el condado de Cloud en el estado estadounidense de Kansas. En el año 2010 tenía una población de 147 habitantes y una densidad poblacional de 1,33 personas por km².

## Geografía
El municipio de Shirley se encuentra ubicado en las coordenadas 39°31′54″N 97°26′4″O / 39.53167, -97.43444. Según la Oficina del Censo de los Estados Unidos, el municipio tiene una superficie total de 110.8 km², de la cual 110,12 km² corresponden a tierra firme y (0,62 %) 0,68 km² es agua.

## Demografía
Según el censo de 2010, había 147 personas residiendo en el municipio de Shirley. La densidad de población era de 1,33 hab./km². De los 147 habitantes, el municipio de Shirley estaba compuesto por el 100 % blancos. Del total de la población el 0 % eran hispanos o latinos de cualquier raza.